# Businessman (jeu vidéo)
Businessman est un jeu vidéo pour Oric et Commodore 64 .
Le but du jeu consiste à gérer une entreprise.

## Synopsis
« Vous voici à la tête d'Info-Gesti, petite industrie qui commercialise cinq produits de micro-informatique. Au sein de votre société, quatre postes sont à pourvoir : président, directeur de production, directeur du marketing et directeur financier ».

## Système de jeu
Le jeu offre la possibilité de jouer seul ou à plusieurs.

## Prix
Le prix de ce jeu en version Oric était de 145 Francs français en décembre 1987 .